# Brotherhood of Sleeping Car Porters
Le Brotherhood of Sleeping Car Porters est un syndicat américain fondé en 1925 par Asa Philip Randolph. Regroupant des travailleurs du chemin de fer, il est le premier organisme syndical mené par des Afro-Américains à être reconnu par la Fédération américaine du travail.